# Eslavos
Eslavos é o termo usado para se referir a uma ramificação étnica e linguística de povos indo-europeus que vivem principalmente na Europa central e oriental. A partir do começo do século VI eles se dispersaram para habitar a maior parte da Europa central, oriental e os Bálcãs. Posteriormente, muitos estabeleceram-se na Sibéria e na Ásia Central ou emigraram para outras partes do mundo. Mais da metade do território europeu é habitado por comunidades de falantes de línguas eslavas.

As nações e grupos étnicos modernos conhecidos pelo etnônimo "eslavos" são consideravelmente diversos genética e culturalmente, sendo as ligações entre esses povos bastante variadas, desde um senso de conexão e afinidade até sentimentos de hostilidade mútua.

Países europeus onde as línguas eslavas são oficiais:
Eslavos ocidentais
Eslavos orientais
Eslavos meridionais

Os povos eslavos são classificados geográfica e linguisticamente em eslavos ocidentais (que engloba tchecos, eslovacos, morávios, poloneses, silesianos e sórbios), eslavos orientais (que inclui bielorrussos, russos, rutenos e ucranianos) e eslavos meridionais (que abrange bosníacos, búlgaros, croatas, macedônios, montenegrinos, sérvios e eslovenos).
De acordo com um estudo genético feito em 2007 baseado nos haplogrupos do cromossomo Y humano, o grupo de homens eslavos se divide em dois grupos principais; um abrange todos os eslavos ocidentais, eslavos orientais e duas populações eslavas meridionais masculinas (croatas ocidentais e eslovenos), enquanto que o outro grupo abrange todos os homens eslavos meridionais restantes.

## Etnônimo
O autônimo eslavo slověninъ é tradicionalmente e mais frequentemente observado como uma derivação de slava "glória, fama" ou slovo "palavra, conversa". Dessa forma, denotaria originalmente "povo que fala (a mesma língua)", ou seja, povos que se entendem mutuamente, em contraste com a palavra eslava para povos estrangeiros němci, que significa "resmungar, pessoa que murmura" (do eslavo němъ "resmungar, mudo"). Esta última palavra veio a denotar os povos germânicos em muitas línguas eslavas posteriores, tal como no polonês niemiec, no russo немец, no serbo-croata n(ij)emac, etc.
A palavra portuguesa eslavo é derivada do latim medieval sclavus, um empréstimo do grego antigo σκλάβος (sklábos) "escravo", que por sua vez era um empréstimo do autônimo eslavo: protoeslavo slověninъ "eslavo". Excluindo-se a menção ambígua de Ptolomeu das tribos slavonoi e soubenoi, as mais antigas referências dos eslavos sob esse nome são do século VI. A palavra era escrita de formas diversas como Σκλάβήνοι Sklábēnoi, Σκλαύηνοι Sklaúenoi ou Σκλάβίνοι Sklabinoi no grego antigo e sclaueni, sclavi, sclauini ou sthlaueni em latim. Os documentos mais antigos escritos em eslavo eclesiástico e datando do século IX atestam Словѣне Slověne para descrever os eslavos. Outras atestações incluem a palavra do eslavo antigo oriental Словене Slověně para descrever "um grupo eslavo oriental próximo a Novgorod", e Slavutich "rio Dnieper".
Sugestões alternativas propostas por alguns acadêmicos desfrutam de muito menos apoio. B. P. Lozonski argumenta que a palavra slava outrora tinha o significado de adorador, venerador, em seu contexto significando "praticante de uma religião eslava comum", a partir da qual evoluiu em um etnônimo. S. B. Bernstein especula que ela deriva da palavra reconstruída protoindo-europeia *(s)lawos, cognata do grego antigo λαός laós "população, povo", que por si mesmo geralmente não aceita etimologia. Entretanto, Max Vasmer e outros sugeriram que a palavra se originou como um nome de um rio, comparando-a com cognatos latinos tais como cluere "limpar, purificar", uma raiz léxica que não há conhecimento que tenha continuado no eslavo, embora apareça em outras línguas com significados similares.

## Língua protoeslava
O protoeslavo, a língua ancestral de todas as línguas eslavas, ramificando-se em época e local incertos do protoindo-europeu passando pelo estágio balto-eslavo no qual desenvolveu várias isoglossas léxicas e morfológicas com as línguas bálticas. No quadro da hipótese Kurgan, "os indo-europeus que permaneceram após as migrações se tornaram falantes de balto-eslavo".
O protoeslavo próprio, ou mais comumente referido como eslavo comum ou protoeslavo tardio, definido como o último estágio da língua que precedeu a separação geográfica das línguas eslavas históricas, era provavelmente falado durante os séculos VI e VII em um vasto território de Novgorod ao sul da Grécia. Era uma língua extraordinariamente uniforme, e com base nos empréstimos de línguas estrangeiras e empréstimos eslavos em outras línguas, não se pode afirmar que tivesse qualquer dialeto reconhecível. A unidade linguística eslava durou por um ou dois séculos ou mais, como pode ser visto nos manuscritos em eslavo eclesiástico que, mesmo baseado no falar de Salônica na Macedônia, poderia ainda servir com o propósito da primeira língua literária eslava comum.

## Origens
A localização da região de origem dos eslavos era um assunto de considerável debate. Candidatas importantes eram as culturas que existiam nos territórios dos países modernos Bielorrússia, Polônia, Rússia Europeia e Ucrânia. Os quadros propostos eram:
1. Hipótese da cultura lusaciana: os pré-protoeslavos estavam presentes no nordeste da Europa central desde pelo menos o final do segundo milênio a.C., e eram os portadores da cultura lusaciana, depois também da cultura de Przeworsk (do século II a.C. ao IV d.C.) e depois ainda da cultura de Cherniacove (do século II ao V).
2. Hipótese da cultura de Milogrado: os pré-protoeslavos (ou balto-eslavos) eram os portadores da cultura de Milogrado (700 a.C. a 100 d.C.) do norte da Ucrânia e sul da Bielorrússia.
3. Hipótese da cultura de Chernoles: os pré-protoeslavos eram os portadores da cultura de Chernoles (750 a 200 a.C.) do norte da Ucrânia.
4. Tributário do Danúbio: postulada por Oleg Trubachyov.[15]

O ponto de partida no debate autóctone/alóctone deu-se no ano de 1745, quando Johann Christoph de Jordan publicou De Originibus Slavicis. Do século XIX em diante, o debate se tornou politicamente carregado, particularmente em conexão com a história das partições da Polônia e do imperialismo alemão conhecido como Drang nach Osten. A questão se germânicos ou eslavos eram nativos nas terras a leste do rio Oder era usada por partidos para perseverar suas respectivas reivindicações políticas alemãs ou polonesas para o controle daquelas terras.
Mas em 2007 após contínuos debates arqueológicos, a genética foi aplicada para finalmente localizar a terra natal eslava. Após estudar linhagens parentais de várias populações eslavas, verificou-se que todas as populações eslavas atuais estudadas traçam suas raízes à atual população eslava ucraniana, provando serem corretas as teorias arqueológicas que sugeriam que a terra natal eslava estava localizada no território da atual Ucrânia.

### Descrições mais antigas
Plínio, o Velho e Ptolomeu mencionam a tribo dos vênedos próxima ao rio Vístula. Tácito referiu-se às terras a leste do Reno, Elba, Oder e a oeste do Vístula como Magna Germânia em 98. Tácito afirma que eles eram altos, de cabelos louros e castanhos.

Realmente, alguns deles não vestem nem mesmo camisas ou capas, mas usam suas calças de forma que suas partes íntimas estejam escondidas quando eles entram em batalha com seus oponentes. E os dois povos têm também a mesma língua, uma língua absolutamente bárbara. Além disso, eles não diferem de nenhuma maneira uns dos outros em aparência. Eles são todos excepcionalmente altos e vigorosos, enquanto seus corpos e cabelos não são nem totalmente claros ou louros, nem de fato eles se inclinam inteiramente para o tipo escuro, mas eles são todos levemente avermelhados na cor.

Os romanos ocuparam as terras a oeste do Reno. A partir do romantismo, a proposição da escola alotóctone afirma que os autores do século VI reaplicaram este etnônimo às até então desconhecidas tribos eslavas, de onde a designação posterior wends para as tribos eslavas, e lendas medievais professavam uma conexão entre poloneses e vândalos.
Os eslavos, sob o nome vênetos, os antas os esclavenos aparecem pela primeira vez nos registros bizantinos no começo do século VI. Historiadores bizantinos no reinado de Justiniano I (527-565), tais como Procópio de Cesareia, Jordanes e Teofilacto Simocata descrevem tribos surgindo da região dos Cárpatos, do baixo Danúbio e do mar Negro, invadindo as províncias do Danúbio do Império Bizantino.
Jordanes menciona que os vênetos subdividiam-se em três grupos: os vênetos, os antes e os esclavenos (sclaveni). O termo bizantino sklavinoi foi emprestado ao árabe como saqaliba para designar mercenários e escravos eslavos pelos historiadores medievais árabes.

### Cenários da etnogênese
A cultura da ânfora globular alcançava do médio Dniepre ao Elba no final do quarto milênio e começo do terceiro milênio a.C. Esta vasta região tem sido sugerida como o lugar de um continuum germano-balto-eslavo, mas a identificação de seus portadores como indo-europeus é duvidosa. A área desta cultura contém numerosas mamoas (tumuli) - típicas dos povos originadores dos indo-europeus.
A cultura de Chernoles (do século VIII ao III a.C., às vezes associada com os "fazendeiros citas" de Heródoto) é "ocasionalmente retratada como ou uma etapa no desenvolvimento das línguas eslavas ou pelo menos alguma forma do indo-europeu ancestral tardio para o desenvolvimento do eslavo". A cultura de Milograd (700 a.C. - 100 d.C.), centralizada aproximadamente na atual Bielorrússia, ao norte da contemporânea cultura de Chernoles também tem sido sugerida como ancestral de eslavos ou bálticos.
A composição étnica dos portadores da cultura de Przeworsk (século II a.C. - IV d.C., associada aos lígios) do centro e sul da Polônia, norte da Eslováquia e Ucrânia, incluindo a cultura de Zarubintsy (século II a.C. - II d.C., também associada à tribo bastarnas) e a cultura de Oksywie são outras candidatas.
A região do sul da Ucrânia é conhecida por ter sido habitada por tribos citas e sármatas antes da fundação do reino gótico. Estelas de pedra eslavas antigas encontradas na região do médio Dniepre são destacadamente diferentes das estelas citas e sármatas encontradas na Crimeia.
A cultura de Wielbark (gótica) desalojou a parte Oksywie oriental da cultura de Przeworsk a partir do século I Enquanto a cultura de Czernicóvia (do século II ao V, identificada com o reino multi-étnico estabelecido pelos godos imigrados da cultura de Wielbark) levou ao declínio a cultura sármata tardia do século II ao IV, a parte ocidental da cultura de Przeworsk permaneceu intacta até o século IV, e a cultura de Quieve floresceu durante esta mesma época, do século II ao V. Esta última cultura (Quieve) é reconhecida como a predecessora direta das culturas de Praga-Korchak e Penk'ovo (século VI e VII), as primeiras culturas arqueológicas que os portadores das mesmas são indiscutivelmente identificados como eslavos. O protoeslavo então provavelmente alcançou seu estágio final na região de Quieve; há, no entanto, substancial desacordo na comunidade científica sobre a identidade das culturas predecessoras da cultura de Quieve, com alguns acadêmicos traçando-a a partir da cultura de Milogrado "rutena", outros das culturas de Chernoles e Zarubintsy "ucranianas" e ainda outros da cultura de Przeworsk "polonesa". A cultura de Quieve foi invadida pelos hunos por volta de 370, o que deve ter ativado a expansão protoeslava para as localizações históricas das línguas eslavas.

### Genética
Os povos eslavos modernos descendem de uma ampla variedade de ambientes genéticos. A frequência do haplogrupo R1a alcança de 63,39% nos sórbios, 56,4% na Polônia, 54% na Ucrânia, 47% na Rússia e 39% na Bielorrússia a 15,2% na República da Macedônia, 14,7% na Bulgária e 12,1% na Herzegovina. O haplogrupo R1a pode ser associado à dispersão dos protoindo-europeus (ver hipótese Kurgan para mais informação).
Um novo estudo examinou várias populações eslavas com o objetivo de localizar a terra natal eslava. As descobertas significantes deste estudo são que:
1. Dois grupos geneticamente distantes de populações eslavas foram revelados: um englobando todos os eslavos ocidentais, eslavos orientais e duas populações eslavas do sul (croatas do nordeste e eslovenos), e um abrangendo os demais eslavos do sul. De acordo com os autores, a maioria das populações eslavas possuem estoques similares de cromossomo Y - R1a, e esta similaridade pode ser traçada a uma origem na bacia do médio Dniepre na Ucrânia no final do último período glacial há 15 000 anos.[20]
2. Todavia, algumas populações eslavas do sul, tais como macedônios e búlgaros são claramente separados do grupo de DNA restrito do resto das populações eslavas. De acordo com os autores, este fenômeno é explicado pela "...contribuição aos cromossomos Y de povos que se estabeleceram na região dos Bálcãs antes da expansão eslava à herança genética dos eslavos do sul...".[20]

Os pomores ou pomory, colonizadores russo e seus descendentes na região costeira do mar Branco, são distintos pela presença do haplogrupo N em seu genoma. Presumido como originário do sudeste da Ásia, ele é encontrado em altas taxas nos povos urálicos. Sua presença nos pomores (chamados de "russos do norte" no relatório) atestam para tribos não eslavas (mistura como tribos fínicas do norte da Eurásia).

### Migrações eslavas

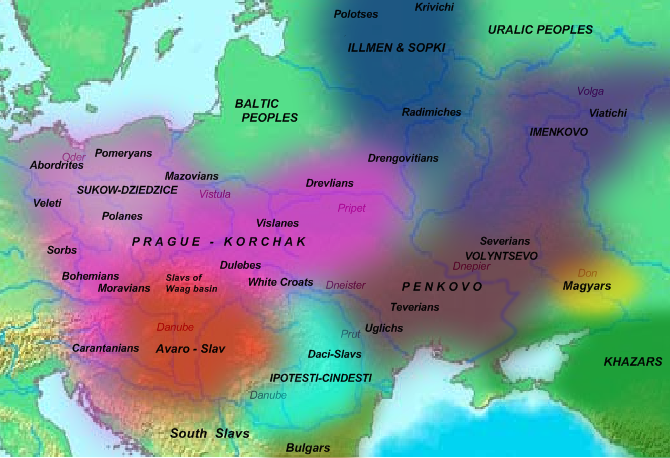
Tribos eslavas, metade do século VII

De acordo com a teoria da terra natal oriental anterior a se tornarem conhecidos do mundo romano, as tribos falantes de eslavo faziam parte das muitas confederações multiétnicas da Eurásia - tais como os impérios sármata, huno e gótico. Os eslavos emergiram da obscuridade quando o movimento em direção ao ocidente dos germanos nos séculos V e VI (acredita-se que tenha sido em conjunto com os movimentos dos povos da Sibéria e da Europa Oriental: hunos e depois ávaros e búlgaros) iniciou a grande migração dos eslavos, que ocuparam as terras abandonadas pelas tribos germânicas que fugiam dos que fugiam dos hunos e de seus aliados: para oeste no interior entre o Oder e a linha Elba-Saale; para o sul na Boêmia, Morávia, maior parte da atual Áustria, na planície da Panônia e nos Bálcãs; e para o norte ao longo do alto Dniepre. Talvez alguns eslavos tenham migrado junto com os vândalos para a Península Ibérica e norte da África.
Por volta do século VI, os eslavos apareceram nas fronteiras bizantinas em grandes quantidades. Os registros bizantinos observam que a grama não cresceria novamente nos lugares onde os eslavos haviam marchado, de tão numerosos que eram. Conforme um deslocamento militar até o Peloponeso e a Ásia Menor, relatou-se haver assentamentos eslavos. Este deslocamento para o sul tem tradicionalmente sido vista como uma expansão invasiva. No final do século VI, os eslavos tinham se estabelecido na região dos Alpes orientais.

## Primeiros estados eslavos
Quando seus movimentos migratórios terminaram, apareceram entre os eslavos os primeiros rudimentos de organizações de estado, cada um encabeçado por um príncipe com um tesouro e uma força de defesa. Além disso, foi o início da diferenciação de classes, e nobres juravam lealdade ou aos imperadores francos/sacro-romanos ou aos imperadores bizantinos.
No século VII, o mercador franco Samo, que ajudou os eslavos a atacar seus governantes ávaros, tornou-se o governante do primeiro estado eslavo conhecido na Europa Central, que, ao que parece, não sobreviveu sequer aos dias de seu fundador e governante. Isto levou à fundação de subsequentes estados eslavos, que surgiram no mesmo território desse reino, sendo a Carantânia o mais antigo deles. Também muito antigos são o Principado de Nitra e o principado morávio (ver Grande Morávia). Neste período, existiram grupos e estados eslavos centrais tais como o Principado de Balaton, mas a subsequente expansão dos magiares, assim como a germanização da Áustria, separaram os eslavos do norte dos eslavos do sul. O Primeiro Império Búlgaro, governado por um cerne de protobúlgaros, foi fundado em 681. Após sua subsequente eslavização, ele foi essencial na disseminação da literatura eslava e na cristianização do resto do mundo eslavo.

## Assimilação
Por toda a sua história, os eslavos entraram em contato com grupos não eslavos. Na postulada região da "terra natal" (na atual Ucrânia), eles tiveram contato com os sármatas e com os godos germânicos. Após sua subsequente dispersão, eles começaram a assimilar povos não eslavos. Por exemplo, nos Bálcãs, havia povos paleo-balcânicos, tais como trácios, ilírios e gregos. Tendo perdido sua língua indígena devido à persistente helenização e à conquista romana, o que restou de trácios e ilírios foi completamente absorvido pelas tribos eslavas, a mais notável exceção sendo os romenos. Invasores posteriores como búlgaros e mesmo cumanos também se mesclaram aos eslavos, especialmente nas regiões orientais (ou seja, na Bulgária). Apesar de sua assimilação cultural, uma fonte afirma que apenas 15% dos búlgaros modernos são de origem genética eslava, contrastando com 49% dos trácios.

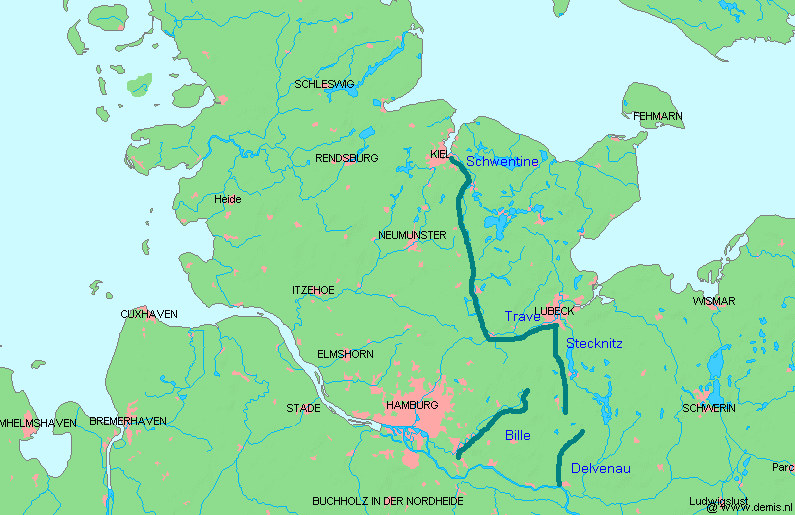
O Limes Saxoniae formando a fronteira entre os saxões a oeste e os obotritas a leste

Nos Bálcãs ocidentais, eslavos do sul e gépidas germânicos mesclaram-se com invasores ávaros, produzindo eventualmente uma população eslavizada. Na Europa central, os eslavos se misturaram com povos germânicos, celtas e réticos, enquanto os eslavos orientais depararam-se com povos urálicos e escandinavos. Os povos escandinavos (varegues) e fínicos estiveram envolvidos na formação inicial do estado russo, mas foram completamente eslavizados após um século. Algumas tribos fino-úgricas do norte também foram absorvidas na expansão da população russa. Na época da migração magiar, a atual Hungria estava habitada por uma população de cerca de 200 000 eslavos, que foi ou assimilada ou escravizada pelos magiares. Nos séculos XI e XII, constantes incursões de tribos nômades turcas, tais como os quipchacos e os pechenegues, causaram uma imensa migração de populações eslavas orientais para as regiões seguras e altamente florestadas do norte. Na Idade Média, grupos de mineradores saxões se estabeleceram na Bósnia, Sérvia e Bulgária, onde foram todos eslavizados.
Os eslavos polábios (vendos) se estabeleceram em partes da Inglaterra (Danelaw), aparentemente como aliados dinamarqueses; eslavos polábio-pomeranos são também conhecidos por terem também se estabelecido na Islândia da época de colonização norueguesa. Mercenários e escravos no mundo árabe medieval do norte da África, Sicília e Alandalus eram conhecidos como saqalibas. Os sacalibas serviam também como guardas dos califas. No século XII, houve intensificação da pirataria eslava. A cruzada contra os vendos (alemão: Wendenkreuzzug) foi iniciada contra os eslavos polábios em 1147, como parte das Cruzadas do Norte. Niklot, chefe pagão dos eslavos obroditas começou sua resistência aberta quando Lotário III, sacro imperador romano-germânico invadiu terras eslavas. Em agosto de 1160, Niklot foi morto e a colonização germânica (Ostsiedlung) da região do Elba-Oder começou. Em Lüchow-Dannenberg, Mecklemburgo-Pomerânia Ocidental e na Lusácia os invasores iniciaram a germanização. Formas iniciais de germanização foram descritas por monges germânicos: Helmold de Bosau no manuscrito Chronica Slavorum e Adão de Bremen na Gesta Hammaburgensis Ecclesiae Pontificum. A língua polábia sobreviveu até o começo do século XIX no que é hoje o estado federal alemão da Baixa Saxônia.
Os cossacos, ainda que falantes de eslavo e cristãos ortodoxos, originaram-se de uma mistura étnica, que inclui tártaros e outros turcos. Muitos dos primeiros membros dos cossacos terek eram ossetas.
Os gorales do sul da Polônia e norte da Eslováquia são parcialmente descendentes dos valáquios falantes de romance que migraram para a região entre os séculos XIV e XVII e foram absorvidos dentro da população local.
Possivelmente, os polacos, croatas e sérvios são descendentes de Alanos, que se mesclaram com a população eslava local, pois existem tribos alanas chamadas belocroatas, sérbiros e poleus. Esse fato não pode ser contestado. Significando que a "nação eslava"' é dividida entre proto-eslavos e miscigenados (turcos, alanos)
De modo oposto, alguns eslavos foram assimilados em outras populações. Embora a maioria continuasse no sul, atraída pelas riquezas do território que se tornaria a Bulgária, um pequeno número permaneceu na bacia dos Cárpatos e foi no final das contas assimilado pelas populações magiares e romenas. Há muitos de nomes de rios e outros nomes de lugares de origem eslava na Romênia. Semelhantemente, as populações das respectivas partes orientais da Áustria e da Alemanha, e em uma extensão bem menor no leste da Itália, são em certa medida compostas de povos com ancestralidade eslava.

## História eslava moderna

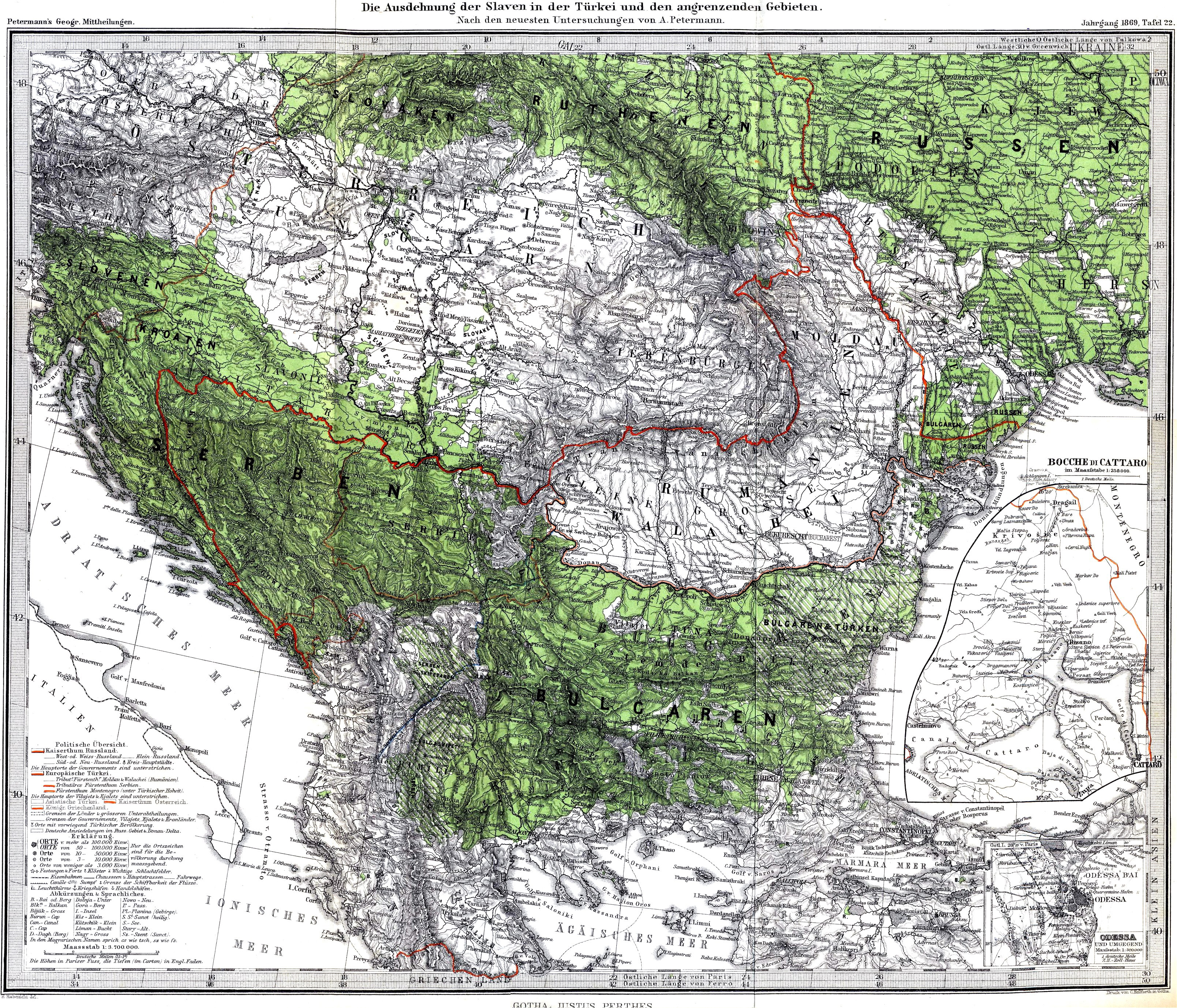
Os eslavos (verde) no sudeste da Europa (1869)

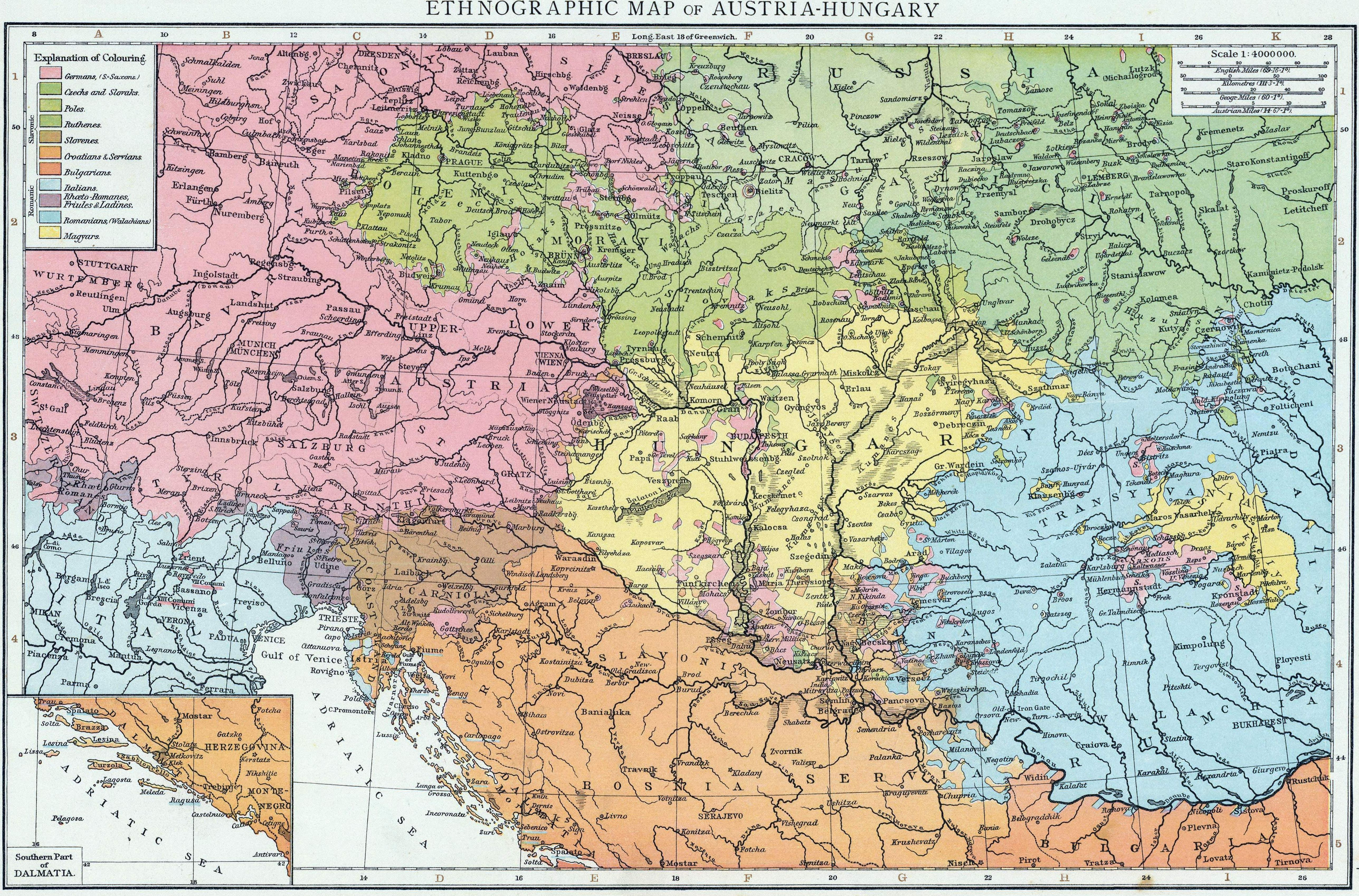
Mapa Etno-linguístico do Império Austro-Húngaro e cercanias, 1890

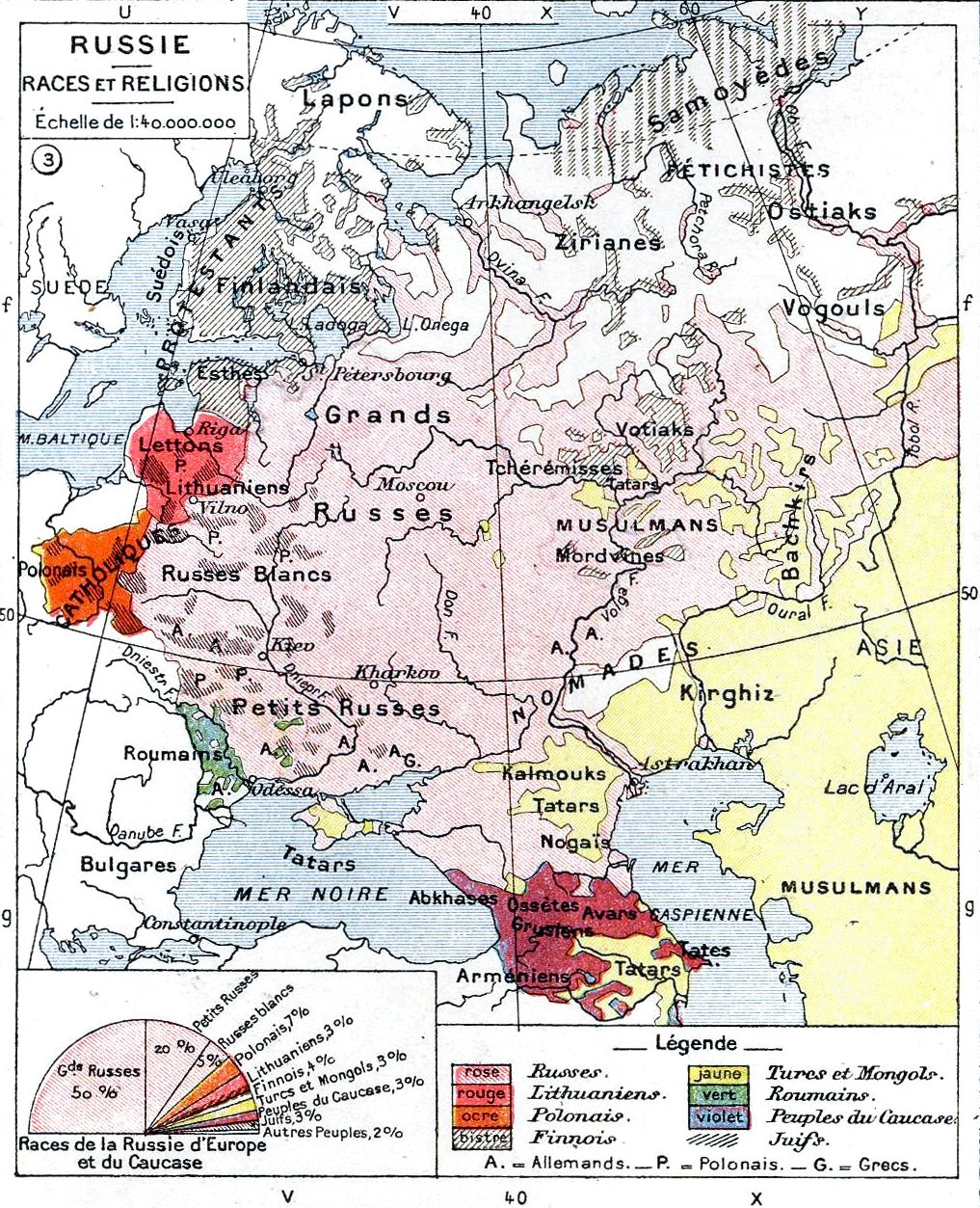
Mapa étnico da Rússia Europeia (1898)

Em 1878, havia apenas três estados eslavos livres no mundo: o Império Russo, a Sérvia e Montenegro. um estado independente da Bulgária passou a existir em 1908. Em todo Império Austro-Húngaro de aproximadamente 50 milhões de pessoas, cerca de 23 milhões eram eslavos. Os povos eslavos que, na sua maioria, eram proibidos de se expressar nos assuntos do Império Austro-Húngaro, reclamaram autodeterminação nacional. Durante a Primeira Guerra Mundial, representantes de tchecos, eslovacos, poloneses, sérvios, croatas e eslovenos formaram organizações nos países aliados para conquistar simpatia e reconhecimento. Em 1918, após o fim da Primeira Guerra, os eslavos estabeleceram estados independentes como a Tchecoslováquia, a Segunda República Polonesa e o Reino dos Sérvios, Croatas e Eslovenos.
Uma das ambições de Hitler no começo da Segunda Guerra Mundial era exterminar, expulsar ou escravizar a maioria ou todos os eslavos orientais e ocidentais de suas terras nativas para criar o espaço vital (Lebensraum) para colonos alemães. Este plano de genocídio seria executado gradualmente durante um período de 25-30 anos.
Por causa da vastidão e diversidade dos territórios ocupados por povos eslavos, havia vários centros de consolidação eslava. No século XIX, o pan-eslavismo desenvolveu-se como um movimento entre intelectuais, acadêmicos e poetas, mas raramente influenciou práticas políticas e não encontrou apoio em algumas nações de origens eslavas. O pan-eslavismo se tornou aceito quando o Império Russo começou a usá-lo como uma ideologia justificando suas conquistas territoriais na Europa Central, assim como a submissão de outros grupos étnicos de origens eslavas como poloneses e ucranianos. A ideologia se tornou então associada ao imperialismo russo. A experiência comum eslava de comunismo combinada com o uso repetido da ideologia pela propaganda soviética após a Segunda Guerra Mundial dentro do Bloco do Leste (Pacto de Varsóvia) foi uma hegemonia política e econômica de alto nível da URSS dominada pelos russos. Um união política notável do século XX que abrangeu a maior parte dos eslavos do sul foi a Iugoslávia, mas ela se desmantelou na década de 1990 junto com o colapso da União Soviética.
A palavra eslavos foi usada nos hinos nacionais da República Eslovaca (1939-1945), Iugoslávia (1943-1992) e na República Federal da Iugoslávia (1992-2003), depois Sérvia e Montenegro (2003-2006).

## Religião e alfabeto
A maioria da população eslava gradualmente adotou o cristianismo entre os séculos VI e X, e, consequentemente, a mitologia eslava declinou.
A maioria dos eslavos contemporâneos que professam uma religião são cristãos ortodoxos (e/ou católicos gregos) e católicos romanos. Uma pequena minoria é protestante, principalmente no norte. No sul, os bosníacos e algumas minorias são muçulmanos sunitas. O delineamento religioso por nacionalidade pode ser muito agudo; em muitos grupos étnicos eslavos a vasta maioria de pessoas religiosas compartilham a mesma religião. Alguns eslavos são ateus ou agnósticos: estimativas recentes sugerem 18% na Rússia e 59% na República Tcheca.
| Principalmente cristãos ortodoxos: - Búlgaros - macedônios - Montenegrinos - Russos - Sérvios - Ucranianos Principalmente protestantes: - Silesianos (principalmente na Silésia Cieszyn) | Principalmente católicos romanos: - Bunjevci - Croatas - Cassubianos - Krashovani - Morávios - Poloneses - Silesianos - Eslovacos - Eslovenos - Tchecos |

| Principalmente Muçulmanos: - Bosníacos - Goranis - Pomaks - Torbesh (muçulmanos macedônios) - Muçulmanos por nacionalidade | Misturas religiosas: - Bielorrussos (ortodoxos russos/católicos romanos) - Sórbios (católicos/protestantes) - Iugoslavos (católicos romanos/ortodoxos/muçulmanos/ateus) |

As divisões religiosas ortodoxas se tornaram mais exarcebadas pelo uso do alfabeto cirílico pelos ortodoxos e do alfabeto latino pelos católicos romanos. Todavia, a língua sérvia e a língua montenegrina podem ser escritas usando-se ambos os alfabetos. Há também uma forma de escrita latina para escrever o bielorrusso, chamada de Łacinka.

## Subdivisões etno-culturais

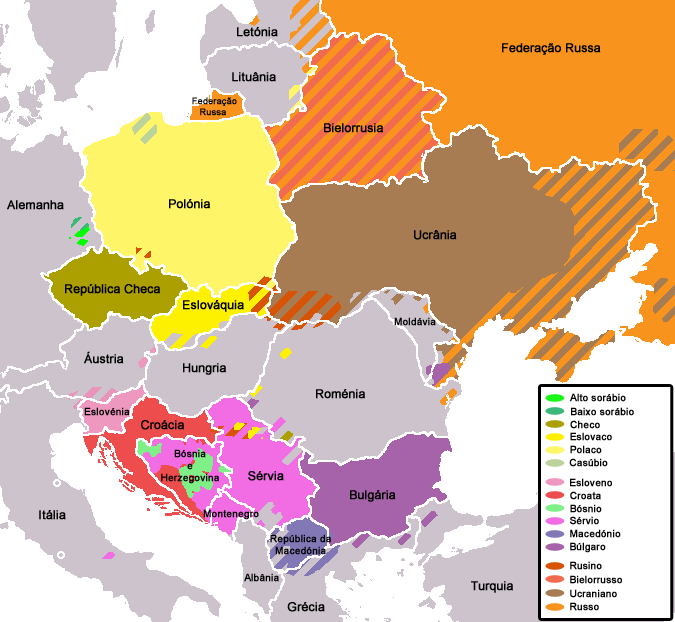
Distribuição atual dos grupos linguísticos e das línguas eslavas

Os eslavos são costumeiramente divididos ao longo de linhas geográficas em três subgrupos principais: eslavos orientais, eslavos ocidentais e eslavos do sul, cada um com um ambiente diferente e diverso baseado em história única, religião e cultura do grupo eslavo particular dentro deles. Os eslavos orientais podem todos serem traçados a populações falantes de eslavo que foram livremente organizadas sob a Rússia de Quieve formado no século X. Quase todos os eslavos do sul podem ser traçados a eslavos étnicos que se miscigenaram com as populações europeias locais dos Bálcãs (ilírios, dácios/trácios, gregos, romanos, celtas), com alguns eslavos da atual Bulgária se mixando com invasores posteriores do leste, os búlgaros. Eles foram particularmente influenciados pelo Império Bizantino e pela Igreja Ortodoxa, embora o catolicismo e influências latinas fossem mais pertinentes na Dalmácia. Os eslavos ocidentais e os eslovenos não compartilham nenhum destes quadros, conforme eles se expandiram para oeste e se integraram na esfera cultural da Cristandade ocidental (Catolicismo Romano) e por volta da mesma época também se misturaram com tribos germânicas vizinhas.
Além disso, há uma tendência em se considerar a categoria dos eslavos do norte. Atualmente, esta categoria é considerada como sendo composta pelos eslavos ocidentais e orientais, em oposição aos eslavos do sul. Contudo, no século XIX, as opiniões sobre etnias e línguas individuais variavam.
Algumas das subdivisões seguintes permanecem contestáveis, particularmente por pequenos grupos e minorias nacionais.
Além de grupos étnicos, os eslavos muitas vezes identificam-se pela região geográfica onde vivem. Alguns dos principais grupos regionais eslavos do sul incluem: zagorci no norte da Croácia, istrijani no extremo oeste da Croácia, dalmatinci no sul da Croácia, boduli nas ilhas do Adriático, vlaji no interior da Dalmácia, slavonci no leste da Croácia, bosanci na Bósnia, hercegovci no sul da Bósnia e Herzegovina (Herzegovina), krajišnici na Bósnia ocidental, semberci no norte da Bósnia, srbijanci na Sérvia própria, šumadinci na Sérvia central, vojvođani no norte da Sérvia, sremci em Syrmia, bačvani no noroeste da Vojvodina, banaćani no Banat, sandžaklije (muçulmanos na fronteira de Sérvia/Montenegro), kosovci no Kosovo, crnogorci em Montenegro próprio, bokelji no sudoeste de Montenegro, trakiytsi na baixada trácia interior, dobrudzhantsi na região nordeste búlgara, balkandzhii nas montanhas centrais balcânicas, miziytsi na região norte búlgara, warmiaks e masurianos nas regiões do nordeste da Polônia, pirintsi na província de Blagoevgrado, ruptsi no Rhodopes, etc.

### Eslavos orientais
| - Russos - Goryuns - Kamchadals - Russos lipovanos - Polekhs - Pomores | - Ucranianos - Boyko - Hutsuls - Lemko - Polésios | - Bielorrussos - Polésios |

### Eslavos ocidentais

#### Grupo tcheco-eslovaco
| - Boêmios - Tchecos | - Morávios - Eslovacos |  |

#### Grupo lequítico
| - Poloneses - Masovianos - Polanos - Vistulanos - Silesianos - Pomeranos - Cassubianos - Eslovincianos - Polábios | - Sórbios (Serbo-Lusácios) - Milceni (Sórbios do interior) - Lusácios (Sórbios do litoral) - Obodritas/Abodritas - Obotritas próprios - Wagrianos - Warnower - Polábios próprios - Linonen - Travnjane - Drevani | - Veletos - Lutici (Liutici) - Kessinianos (Kessiner, Chizzinen, Kyzziner) - Circipani (Zirzipanen) - Tollenser - Redarier - Ucri (Ukr(an)i, Ukranen) - Rani (tribo eslava) (Rujani) - Hevelli (Stodorani) - Volinianos (Velunzani) - Pyritzans (Prissani) |

### Eslavos do sul

#### Grupo oriental
| - Búlgaros - Pomaks - Búlgaros do Banat - Búlgaros da Bessarábia - Búlgaros da Anatólia - Shopi | - Macedônios (eslavos) - Torbesh - Falantes de eslavo da macedônia grega - Sagudats - Melingos - Ezeritas |  |

#### Grupo ocidental
| - Eslovenos - Carantanianos - Eslovenos carintianos - Eslovenos da Estíria - Istrianos - Eslovenos húngaros - Resianos - Sérvios - Torlaks - Montenegrinos | - Croatas - Janjevci (Eslavos católicos no Kosovo) - Croatas de Burgenland (na Áustria) - Croatas de Molise (na Itália oriental) - Krashovanis (Croatas na Romênia) - Šokci - Bunjevci | - Bosníacos - Muçulmanos por nacionalidade - Gorani - Iugoslavos |